# Сакич, Ненад
Ненад Сакич (серб. Ненад Сакић, Nenad Sakić; род. 15 июня 1971, Крушевац) — югославский и сербский футболист, защитник. После завершения карьеры — тренер.

## Клубная карьера
Начал заниматься футболом в академии клуба «Жупа» из Александроваца, а позже перешёл в академию клуба «Напредак», в составе которого и начал свою профессиональную карьеру в 1989 году. За клуб провёл пять сезонов, после чего в 1994 году перешёл в «Црвену звезду», в составе которой в дебютном сезоне выиграл чемпионский титул. Всего в составе «красно-белых» он выиграл один титул чемпиона страны (1994/95) и три Кубка Югославии (1995, 1996, 1997).
В 1997 году Сакич переехал за границу — в Италию, где подписал контракт с клубом Серии A «Лечче», в составе которого провёл сезон 1997/98. Летом 1998 года Сакич стал игроком «Сампдории», в составе которой выступал до 2004 года, проведя за клуб 137 матчей в лиге и забив один мяч. Перед завершением карьеры он провёл ещё два сезона в своём первом клубе «Напредаке». В 2005 году был признан спортсменом года в Крушеваце.

## Карьера в сборной
В период с 1998 по 2000 год выступал за сборную Югославии, в составе которой провёл шесть матчей. Сакич дебютировал за сборную под руководством тренера Милана Живадиновича 23 сентября 1998 года в товарищеском матче против сборной Бразилии (1:1), проведя на поле всю встречу. Свой последний матч за сборную провёл 15 ноября 2000 года в товарищеской встрече против сборной Румынии (1:2) в Бухаресте.

## Тренерская карьера
В конце 2006 года в течение короткого времени Сакич был спортивным директором «Напредека», а в конце декабря 2008 года сменил Йовицу Шкору на посту главного тренера «Напредека», который был уволен из-за плохих результатов в осенней части сербской Суперлиги. «Напредак» завершил первую часть сезона 2008/09 на последнем месте в таблице с 13 очками в 17 матчах, а в весенней части сезона клуб под руководством Сакича обеспечил себе сохранение места в Суперлиге за несколько туров до конца чемпионата. В ноябре 2009 года покинул клуб.
С сентября 2010 года по май 2012 года возглавлял сборную Сербии до 17 лет, после чего вошёл в тренерский штаб Синиши Михайловича в сборной Сербии, но в ноябре 2013 года, после неудачной квалификации к чемпионату мира 2014 года, вместе с Михайловичем покинул сборную. 20 ноября 2013 года Сакич вошёл в тренерский штаб Синиши Михайловича в «Сампдории», в июне 2015 года, после ухода Михайловича, Сакич также покинул клуб. 16 июня 2015 года стал ассистентом Михайловича в «Милане», 12 апреля 2016 года вместе с Михайловичем покинул клуб.
4 июля 2017 года Сакич снова возглавил команду «Напредек», но 18 сентября 2017 года, после серии плохих результатов, он подал в отставку. C августа 2018 года по март 2019 года возглавлял сборную Сербии до 19 лет. 1 ноября 2019 года был назначен тренером клуба «Траял» из Крушеваца, выступающий в Первой лиге Сербии. В сезоне 2019/20 команда заняла 13-е место в первенстве. После окончания сезона руководство клуба решило не предлагать Сакичу новый контракт.
24 декабря 2021 года вошёл в тренерский штаб Деяна Станковича в «Црвене звезде», в конце августа 2022 года вместе со Станковичем покинул клуб. 6 октября 2022 года стал ассистентом в штабе Станковича в «Сампдории», в которой они пробыли до июня 2023 года. С сентября 2023 года по май 2024 года входил в штаб Станковича в «Ференцвароше». 16 мая 2024 года московский «Спартак» объявил о назначении Станковича главным тренером с сезона 2024/25, а Сакич вошёл в его тренерский штаб.

## Достижения

### Командные
«Црвена звезда»
- Чемпион Югославии: 1994/95
- Обладатель Кубка Югославии (3): 1994/95[англ.], 1995/96[англ.], 1996/97[англ.]

«Сампдория»
- Серебряный призёр Серии B: 2002/03

### Личные
- Спортсмен года в Крушеваце: 2005[3]

## Матчи за сборную
| Матчи Ненада Сакича за сборную Югославии | Матчи Ненада Сакича за сборную Югославии | Матчи Ненада Сакича за сборную Югославии | Матчи Ненада Сакича за сборную Югославии | Матчи Ненада Сакича за сборную Югославии | Матчи Ненада Сакича за сборную Югославии | Матчи Ненада Сакича за сборную Югославии |
| ---------------------------------------- | ---------------------------------------- | ---------------------------------------- | ---------------------------------------- | ---------------------------------------- | ---------------------------------------- | ---------------------------------------- |
| №                                        | Дата                                     | Оппонент                                 | Счёт                                     | Голы                                     | Соревнование                             |                                          |
| 1                                        | 23 сентября 1998                         | Бразилия                                 | 1:1                                      | —                                        | Товарищеский матч                        |                                          |
| 2                                        | 23 февраля 2000                          | Северная Македония                       | 2:1                                      | —                                        | Товарищеский матч                        |                                          |
| 3                                        | 28 марта 2000                            | Китай                                    | 1:0                                      | —                                        | Товарищеский матч                        |                                          |
| 4                                        | 16 августа 2000                          | Северная Ирландия                        | 2:1                                      | —                                        | Товарищеский матч                        |                                          |
| 5                                        | 3 сентября 2000                          | Люксембург                               | 2:0                                      | —                                        | Отборочный турнир к ЧМ-2002              |                                          |
| 6                                        | 15 ноября 2000                           | Румыния                                  | 1:2                                      | —                                        | Товарищеский матч                        |                                          |

Итого за сборную Югославии: 6 матчей; 4 победы, 1 ничья, 1 поражение.

## Происшествие
8 мая 2012 года Сакич стал виновником серьёзной аварии на шоссе возле Ягодины, в которой пострадали семь человек, а 67-летняя Радмила Вукич скончалась после шести дней в коме в результате столкновения. Авария произошла на трассе Белград—Ниш, где Сакич врезался на машине BMW X5 в минивэн компании «Геа Турса», в котором находились семь человек, после чего минивэн пробил ограждение и несколько раз перевернулся. Проверка на алкотестере показала, что Сакич не находился под воздействием алкоголя.